# Prohibido suicidarse en primavera
Prohibido suicidarse en primavera es un escrito adaptado a obra de teatro en tres actos escrito por Alejandro Casona y estrenada en el Teatro Arbeu de México el 12 de junio de 1937 por la Compañía Josefina Díaz y Manuel Collado.

## Argumento
El Doctor Ariel proviene de una familia que desde hace varias generaciones, llegando a la etapa de mayor madurez en sus vidas, han decidido suicidarse porque pierden las ganas de vivir. Esta situación afecta al doctor sobremanera y por ello se decide a estudiar la psicología del sujeto fatalista e invertir la fortuna monetaria que posee para crear una clínica llamada "El Hogar del Suicida" con el propósito de brindar ayuda y rehabilitación a quien lo necesite y, en caso de fallar, proveer al individuo de los medios necesarios para cumplir con su propósito. Con el paso del tiempo, el hogar va albergando personajes apesadumbrados con vocación de acabar con su vida. 
La trama se centra en el Doctor Roda (alumno del Doctor Ariel) y su ayudante Hans, quienes ahora son los nuevos encargados de atender el lugar y brindar sus servicios a los personajes que van apareciendo. Sin embargo, la llegada por error al lugar de dos reporteros, Fernando y Chole, inconscientemente va contagiando alegría de vivir a los pacientes e incluso alteran la actitud del personal. Finalmente, algunos de los enfermos consiguen recuperar las ganas de continuar adelante. 

## Personajes
- Doctor Ariel (No presente): Debido a que su padre, su abuelo y su bis-abuelo se suicidaron, el doctor dedicó su vida a investigar la mente de los suicidas. Fue profesor del Doctor Roda y murió a los setenta años después de invertir su fortuna en la creación de una clínica que brindará ayuda a los que tuvieran el deseo suicida.

Actores principales:
- Doctor Roda: El doctor/director de la casa, así como el actual dueño de esta

- Hans: Es el ayudante del Doctor Roda.

- Fernando: Es un alegre reportero que al salir de vacaciones con su novia Chole, se pierden en el camino y terminan en la clínica por error; se interesan en esta conforme la van conociendo y toman un trabajo en ella temporalmente. Es el hermano de Juan.

- Chole: Una entusiasta reportera y novia de Fernando.

- Juan: es el hermano de Fernando y eterno enamorado de Chole, a quien la vida siempre le ha tratado mal y vive en eterna melancolía por no haber conseguido lo que se proponía, razón por la que acude a la clínica para suicidarse (para no matar a su hermano)sin saber que se encontraría con su hermano.

Actores secundarios:
- Alicia: Una muchacha pobre y asustadiza quien llega por casualidad a la clínica, al tener una conversación con el Doctor Roda decide quedarse a trabajar como enfermera.

- Cora Yako: Una cantante de ópera que aparece de improvisto en la clínica para solicitar un servicio propagandista (con base en su experiencia con suicidas) para impulsar aún más su carrera. Encuentra el amor con El Amante Imaginario al conocerle más a fondo.

- El Amante Imaginario: Un muchacho joven, ex empleado en un banco quien prefiere mantener su identidad en el anonimato y que sufre desengaño de amor. Se imagina una historia romántica con Cora Yako y luego se hace realidad.

- La Dama Triste: Una mujer fatalista sin ninguna historia que contar en su vida. La Dama nunca tuvo amigos o algún tipo de relación sentimental, razón por la que se encuentra ahí. Al final de la obra nos señalan que ella y el profesor de filosofía se enamoran.

- El Padre De La Otra Alicia: un hombre triste que había matado a su hija, quien era todo para él, con morfina porque ella padecía una grave enfermedad y no quería verle sufrir. Después conoce a Alicia que trabaja en el hogar y que guarda cierto parecido con su difunta hija, por lo que trata de relacionarse con ella.

- El Profesor De Filosofía: No se habla casi nada de él en la obra, pero dan a entender que es indeciso de su muerte ya que se suele tirar al lago para morir pero siempre sale nadando. Al final nos muestran que este y la dama triste se enamoran.

## Escenario
Hogar del Suicida, sanatorio de almas del doctor Ariel. Vestíbulo como de hotel de montaña, recordando esos paradores de turismo construidos sobre ruinas de antiguos monasterios y artísticamente remozados por un gusto nuevo. Todo aquí es extraño, sugeridor y confortable: el mobiliario, la plástica, el trazado de las arquearías, la disposición indirecta de las luces acristaladas. En las paredes, bien visibles, óleos de suicidas famosos, reproduciendo las escenas de su muerte: Sócrates, Cleopatra, Séneca, Larra. Sobre un arco, tallados en piedra los versos de Santa Teresa:
Ven muerte tan escondida
que no te sienta venir
porque el placer de morir
no me vuelva a dar la vida.
Amplia verja al fondo, sobre un claro jardín de sauces y rosales. El jardín tiene un lago, visible en parte, un fondo lejano de cielo azul y montañas jóvenes nevadas. En ángulo, a la derecha, arranca una galería oscura, en arco, con pesada puerta de herrajes, practicables; sobre el dintel, una inscripción que dice: "Galería del Silencio". Enfrente, otra semejante, pero clara y sin puertas: "Jardín de la Meditación".

## Autor
Alejandro Rodríguez Álvarez, más conocido como Alejandro Casona, o también "El Solitario", fue un maestro, inspector de enseñanza, dramaturgo, director teatral, guionista, recopilador teatral y autor de cuentos y mitos universales, traductor y ensayista de la generación del 27. Nació en 1903 en Besullo (Asturias). Estudió Filosofía y letras y se graduó en la Escuela superior de magisterio, ejerciendo como maestro rural en el Valle de Arán. Director del «Teatro del Pueblo», que formaba parte de las Misiones Pedagógicas de la segunda República española, obtendría en 1933 el Premio Lope de Vega de Teatro por su obra La sirena, varada, y el Premio Nacional de Literatura por Flor de Leyendas. Exilado en 1939, se afincaría en Buenos Aires dos años más tarde. A su regreso a España (1962), dio a las tablas una nueva pieza teatral, de carácter histórico, El caballero de las espuelas de oro, donde aprovecha el personaje de Quevedo para exponer sus ideas sobre España. Murió en 1965.

## Representaciones destacadas
- Teatro (Estreno, 1937). Intérpretes: Josefina Díaz de Artigas, Manuel Collado, Mary Carrillo, Manuel Díaz González.[5]
- Teatro (1965, estreno en España). Intérpretes: Lina Canalejas, Armando Calvo, Carmen Sáenz, Ángel de la Fuente, Manuel Díaz González.
- Teatro (2014, estreno en inglés en Nueva York). "Suicide is Prohibited in Springtime". Presentado por Teatro TEBA.  Dirigido por el puertorriqueño Héctor Luis Rivera.  Intérpretes: Alex Manzano, A.B. Lugo, Jennifer Queen, Maria Richardson y Dennis Maragliano.
- Televisión (29 de marzo de 1967, en el espacio de TVE Estudio 1). Realización: Gustavo Pérez Puig. Intérpretes: Gemma Cuervo, José Bódalo, Fernando Guillén, María Luisa Ponte, Ana María Vidal, Pablo Sanz, Manuel Galiana.
- Televisión (1981, en el espacio de TVE Estudio 1). Dirección: Sergi Schaaff. Intérpretes: Rosa María Sardà, Francisco Balcells, Armando Aguirre, Marta Padovan.